# واکه (ازورگتی)
واکه (گرجی: ვაკე) یک روستا در شهرداری ازورگتی ناحیه گوریا در غرب گرجستان است.